# Брянський Олексій Сергійович
Брянський Олексій Сергійович (рос. Алексей Сергеевич Брянский; нар. 14 вересня 1997) — російський плавець.
Учасник Олімпійських Ігор 2016 року.
Чемпіон світу з плавання на короткій воді 2016 року.
Призер літньої Універсіади 2017 року.